# Indraloris
Indraloris — викопний примат з міоцену Індії та Пакистану з родини Sivaladapidae. Зараз відомі два види: I. himalayensis з Харітальянгара, Індія (вік близько 9 мільйонів років) і I. kamlialensis з плато Потохар, Пакистан (вік 15,2 мільйона років). Інші матеріали з плато Потвар (віком 16,8 і 15,2 мільйона років) можуть представляти додатковий безіменний вид. Оцінки маси тіла варіюються від приблизно 2 кг для меншого I. kamlialensis до понад 4 кг для більшого I. himalayensis.
Indraloris відомий з окремих зубів і фрагментів нижньої щелепи. Щелепа глибока під останніми премолярами, але стає меншою до передньої частини. Нижні премоляри подовжені. Нижні моляри коротші й ширші, ніж у Sivaladapis. Indraloris, можливо, був деревним і принаймні частково плодоїдним.